# Quand l'amour se creuse un trou
Pour plus de détails, voir Fiche technique et Distribution.
Quand l'amour se creuse un trou est une comédie québécoise réalisée et écrite par Ara Ball, sortie le 15 juin 2018. Il s'agit du premier long métrage du réalisateur.

## Synopsis
Montréal, juin 1995. Jeune délinquant, Miron fait la fête au lieu d'aller à l’école. Ses parents, tous deux professeurs d’université, forcent alors leur fils à les suivre à la campagne dans l’espoir que l’éloignement des distractions de la ville lui permette de se concentrer et de réussir finalement ses études secondaires. Après une semaine au chalet, Miron rencontre Florence, la voisine de 73 ans. C’est le coup de foudre entre les deux. Fortement en désaccord avec cette idylle amoureuse, les parents de Miron lui interdisent de revoir sa bien-aimée de 56 ans son aînée. Déterminé à vivre cette histoire d’amour jusqu’au bout, Miron prendra tous les moyens pour arriver à revoir Florence.

## Fiche technique

### Informations techniques
- Titre original : Quand l'amour se creuse un trou
- Titre anglais : When Love Digs a Hole
- Société de production : 1956 Production
- Société de distribution : Téléfilm Canada
- Langue originale : français
- Pays d'origine :  Canada
- Format : couleur
- Genre : Comédie noire
- Durée : 89 minutes
- Date de sortie : Canada : 15 juin 2018[2]

### Équipe
- Réalisation : Ara Ball
- Scénario : Ara Ball
- Montage : Ara Ball
- Production : 
  - Producteur : Kacim Azouz Steets
  - Directrice de la production : Katia Shannon
- Photographie : Kacim Azouz Steets
- Direction artistique : Samuel B. Cloutier
- Son : Matt R. Sherman et Casey Brown
- Musique : Robert Naylor
- Costumes : Lia-Marie Beauchamp
- Distribution des rôles : Tania Duguay

## Distribution
- Robert Naylor : Miron
- France Castel : Florence
- Julie Le Breton : Thérèse (mère de Miron)
- Patrice Robitaille : David (père de Miron)
- Rose-Marie Perreault : Sophie
- Emilie Carbonneau : jeune Florence
- Thomas Beaudoin : jeune mari de Florence
- Katia Lévesque : serveuse

## Production

### Scénario
Quand l'amour se creuse un trou a été écrit à la main par Ara Ball en 16 jours durant un séjour au Pérou à l'hiver 2017 .

### Tournage
Le tournage a eu lieu principalement dans la région de Howick en Montérégie.

### Post-production
La production a décidé de faire affaire avec la nouvelle compagnie Colorbox pour la colorisation de son film.